# علم دراسة المطاحن

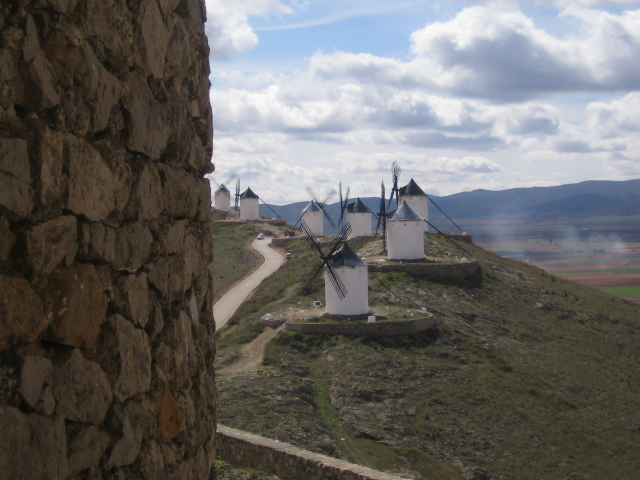

علم دراسة المطاحن(Molinology)(باللاتينية:  molīna،باليونانية: λόγος,)، وهو دراسة المطاحن والأجهزة الميكانيكية الأخرى التي تستخدم طاقة الناتجة من حركة الرياح أو الماء، أو القوة العضلية للإنسان أو الحيوان اللازمة لتشغيل الآلات لأهداف مثل الدق، الضخ، الطحن، النشر، الضغط، أو الدمك. وبشكل أكثر تحديدا، علم المطاحن يهدف إلى الاحتفاظ بعلم المحركات التقليدية والتي أصبحت مهملة بفعل التقنيات الحديثة والتوجهات الاقتصادية.
مصطلح «علم المطاحن» أسس من قبل المؤرخ الصناعي البرتغالي جواو ميغيل دوس سانتوس سيمويس (João Miguel dos Santos Simões.).
يرجع الحفاظ على الاهتمام الثقافي والعلمي لعلم دراسة المطاحن إلى المنظمة الدولية لعلم المطاحن(( The International Molinological Society (TIMS)، وهي منظمة غير ربحية والتي تضم أكثر من 500 عضو من أنحاء العالم. نشأت عام 1973 بعد الندوات الدولية التي تمت عام 1965 و1969.